# Albert August von Unwerth
Albert August von Unwerth (* 3. Juli 1804 in Wurzen; † 24. Juli 1866 in Loschowitz) war ein deutscher Jurist und Politiker.

## Leben
Von Unwerth studierte von 1823 bis 1826 Rechtswissenschaften an der Universitäten Leipzig, Jena und Berlin. Von 1836 bis 1838 war er Gerichtsassessor, danach Gerichtsrat in Ratibor. Von 1840 bis 1843 war er als Regierungsrat in Neiße, später in Insterburg beschäftigt. Von 1843 bis 1847 arbeitete er als Appellationsgerichtsrat in Marienwerder, seit 1844 in Glogau. Dort war er von 1847 bis 1861 Bürgermeister und von 1861 bis 1865 Oberbürgermeister.
Vom 18. Mai 1848 bis 12. Dezember 1848 war von Unwerth für den Wahlkreis Provinz Schlesien in Glogau Mitglied der Frankfurter Nationalversammlung in der Fraktion Casino.